# Woshui
Woshui är en köping i sydöstra Kina. Den ligger i Liannan härad i staden Qingyuan i provinsen Guangdong, omkring 190 kilometer nordväst om provinshuvudstaden Guangzhou. Antalet invånare är 6 451. Befolkningen består av 2 996 kvinnor och 3 455 män. Barn under 15 år utgör 23,0 %, vuxna 15-64 år 69 %, och äldre över 65 år 6,0 %.